# Dallas (samochód)
Dallas − rekreacyjny samochód terenowy produkowany przez firmę Automobiles Dallas w latach 1981–1986.